# Turning Stone Casino Classic 2014
Das Turning Stone Casino Classic 2014 (auch: Turning Stone Casino Classic XXII) war ein 9-Ball-Poolbillard-Turnier. Es fand vom 18. bis 21. September 2014 im Turning Stone Casino in Verona im Oneida County in New York statt und war Teil der Joss Northeast Tour.
Sieger wurde der Schotte Jayson Shaw durch einen 13:6-Sieg im Finale gegen den Finnen Mika Immonen.

## Modus
An dem Turnier nahmen 128 Spieler teil. Gespielt wurde im Doppel-K.-o.-System, wobei jedoch nur ein Finale gespielt wurde. Ausspielziel waren neun Spiele in der Vorrunde und dreizehn Spiele im Finale.

## Preisgeld
| Platzierung   | Preisgeld   |
| ------------- | ----------- |
| Sieger        | 8.000 US-$  |
| Finalist      | 5.000 US-$  |
| 3. Platz      | 3.600 US-$  |
| 4. Platz      | 2.600 US-$  |
| 5.–6. Platz   | 2.000 US-$  |
| 7.–8. Platz   | 1.600 US-$  |
| 9.–12. Platz  | 1.200 US-$  |
| 13.–16. Platz | 850 US-$    |
| 17.–24. Platz | 550 US-$    |
| 25.–32. Platz | 300 US-$    |
| Gesamt        | 41.000 US-$ |

## Rangliste
Im Folgenden ist die Rangliste der 32 bestplatzierten Spieler angegeben.
| Platz | Spieler           |
| ----- | ----------------- |
| 1     | Jayson Shaw       |
| 2     | Mika Immonen      |
| 3     | Rodney Morris     |
| 4     | Mike Dechaine     |
| 5     | Earl Strickland   |
| 5     | Thorsten Hohmann  |
| 7     | Johnny Archer     |
| 7     | Ernesto Domínguez |
| 9     | Brandon Shuff     |
| 9     | Shane van Boening |
| 9     | Jerry Crowe       |
| 9     | Hunter Lombardo   |
| 13    | Jeremy Sossei     |
| 13    | Warren Kiamco     |
| 13    | Kevin Guimond     |
| 13    | John Morra        |

| Platz | Spieler        |
| ----- | -------------- |
| 17    | Shaun Wilkie   |
| 17    | Danny Hewitt   |
| 17    | Esbon Worden   |
| 17    | Robb Saez      |
| 17    | Phil Davis     |
| 17    | Dave Daya      |
| 17    | Alain Parent   |
| 17    | Michael Yednak |
| 25    | Matt Krah      |
| 25    | Dave Fernandez |
| 25    | Karen Corr     |
| 25    | Tom D’Alfonso  |
| 25    | Caroline Pao   |
| 25    | Martin Daigle  |
| 25    | Dennis Hatch   |
| 25    | Damon Sobers   |